# Zlosyň
Zlosyň är en ort i Tjeckien.   Den ligger i regionen Mellersta Böhmen, i den centrala delen av landet, 21 km norr om huvudstaden Prag. Zlosyň ligger 185 meter över havet och antalet invånare är 340.
Terrängen runt Zlosyň är platt. Runt Zlosyň är det ganska tätbefolkat, med 179 invånare per kvadratkilometer. Närmaste större samhälle är Mělník, 11,0 km nordost om Zlosyň. Trakten runt Zlosyň består till största delen av jordbruksmark.